# Refuge Antonio Curò
Le refuge Antonio Curò est situé dans la commune de Valbondione, dans le haut val Seriana, dans les Alpes bergamasques, à 1 915 m.

## Histoire

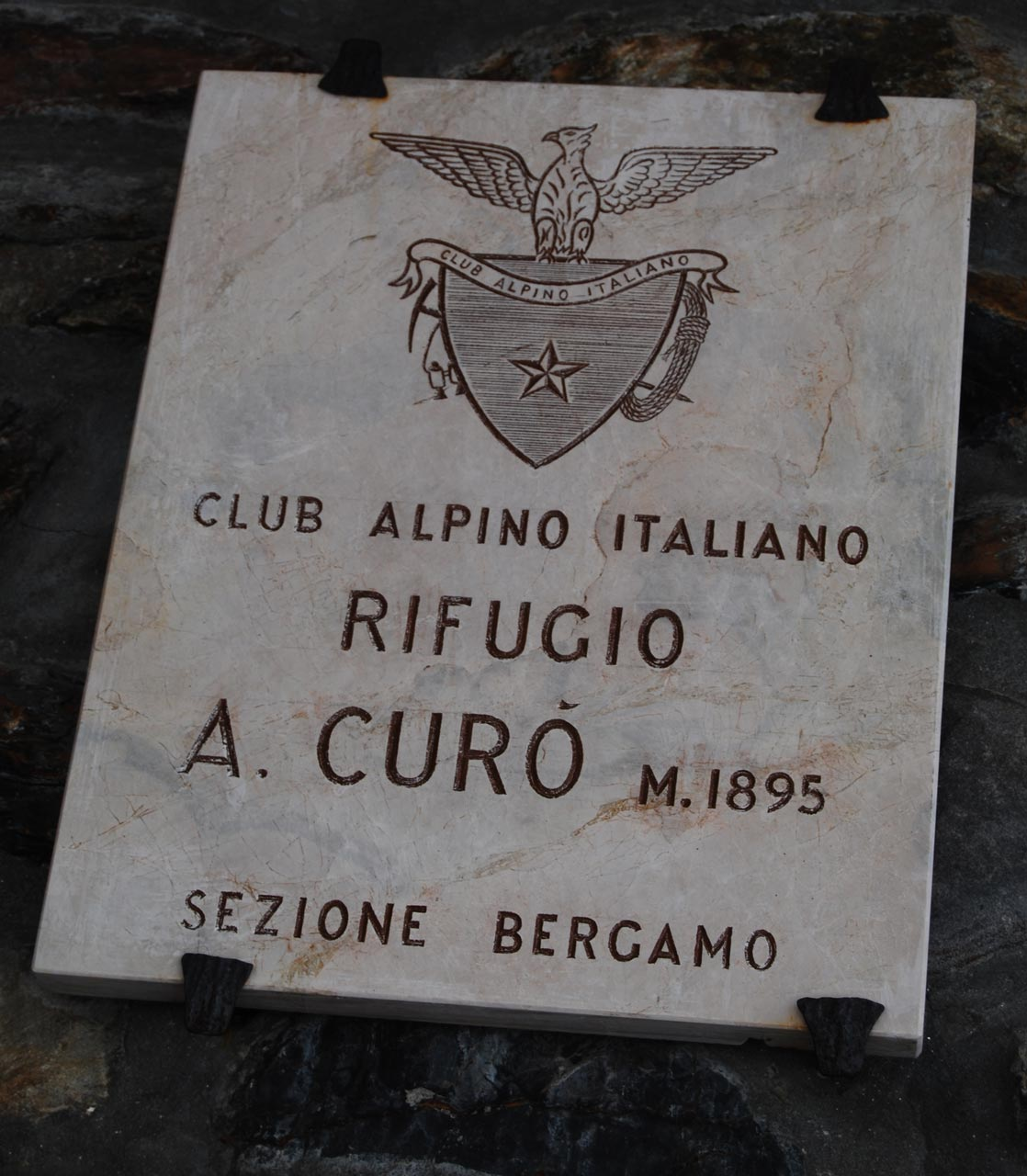
La plaque à l'entrée du refuge.

Le refuge Curò fut le deuxième à être inauguré par le CAI de Bergame en 1886, après le refuge Ca 'Brunona. Le nom vient de l'ingénieur Antonio Curò, alors président de la section de Bergame du Club alpin italien.
En 1895 le CAI de Bergame décida de construire un nouveau refuge plus grand. Il fut donc construit un peu plus à l'est de l'ancien refuge à une altitude de 1 895 m et fut également dédié à l'ingénieur Curò.
En 1973 sur le projet de l'arpenteur Luigi Locatelli, un troisième a été construit, avec environ 100 lits, situé sur les rives du lac de Barbellino à une altitude de 1 915 m.

## Caractéristiques et informations
Le refuge de Curò est l’un des plus grands refuges de montagne de la région de Bergame. Il a une capacité d’environ 100 lits. Il appartient à la section du CAI de Bergame et est ouvert en permanence de la mi-juin à la mi-septembre. De mai à juin et d’octobre à novembre, le refuge n’est ouvert que les jours précédant les jours fériés. Le reste de l'année, il est fermé. Il y a des lits pour enfants et des tables.

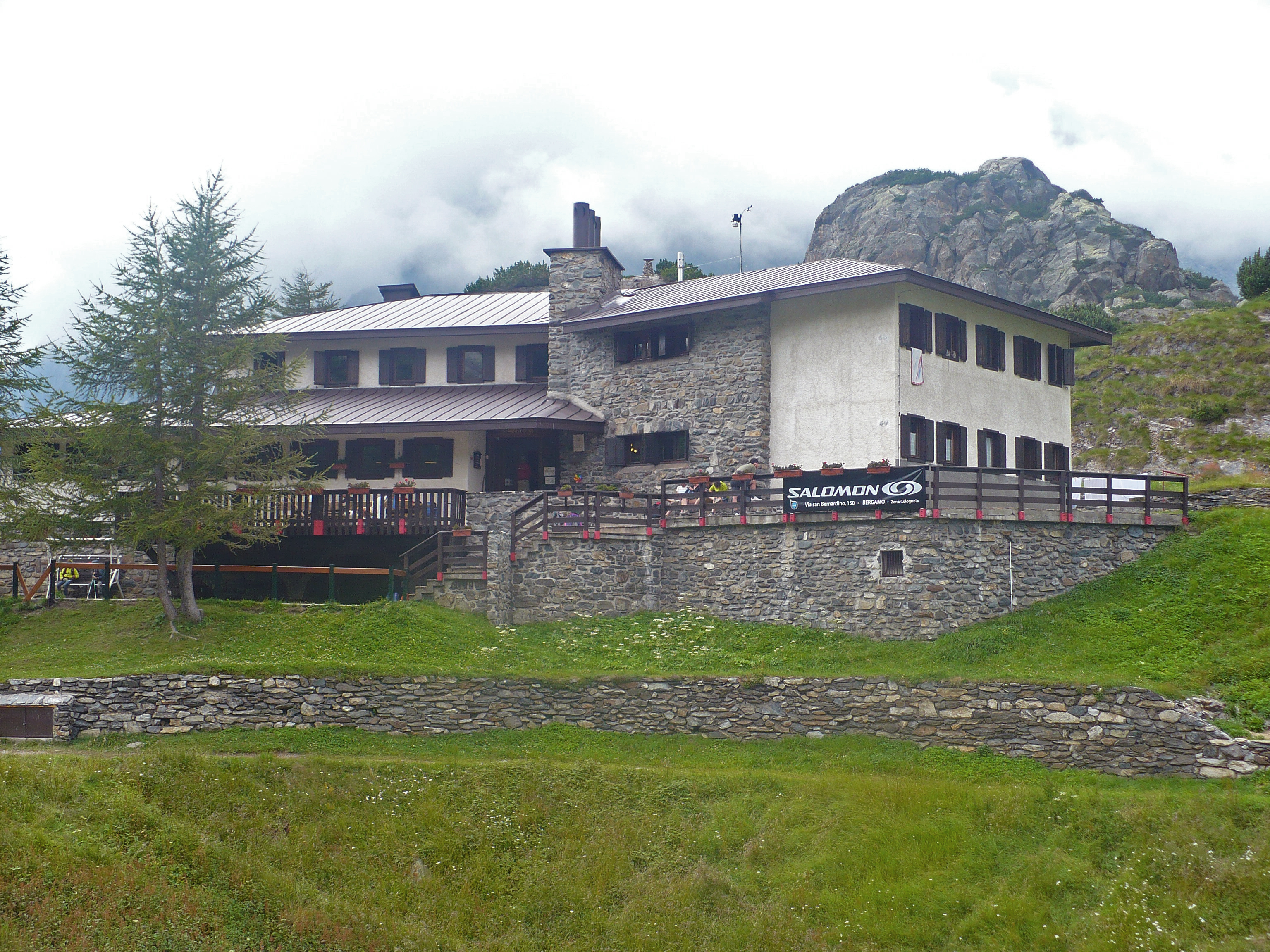
Vue du refuge.
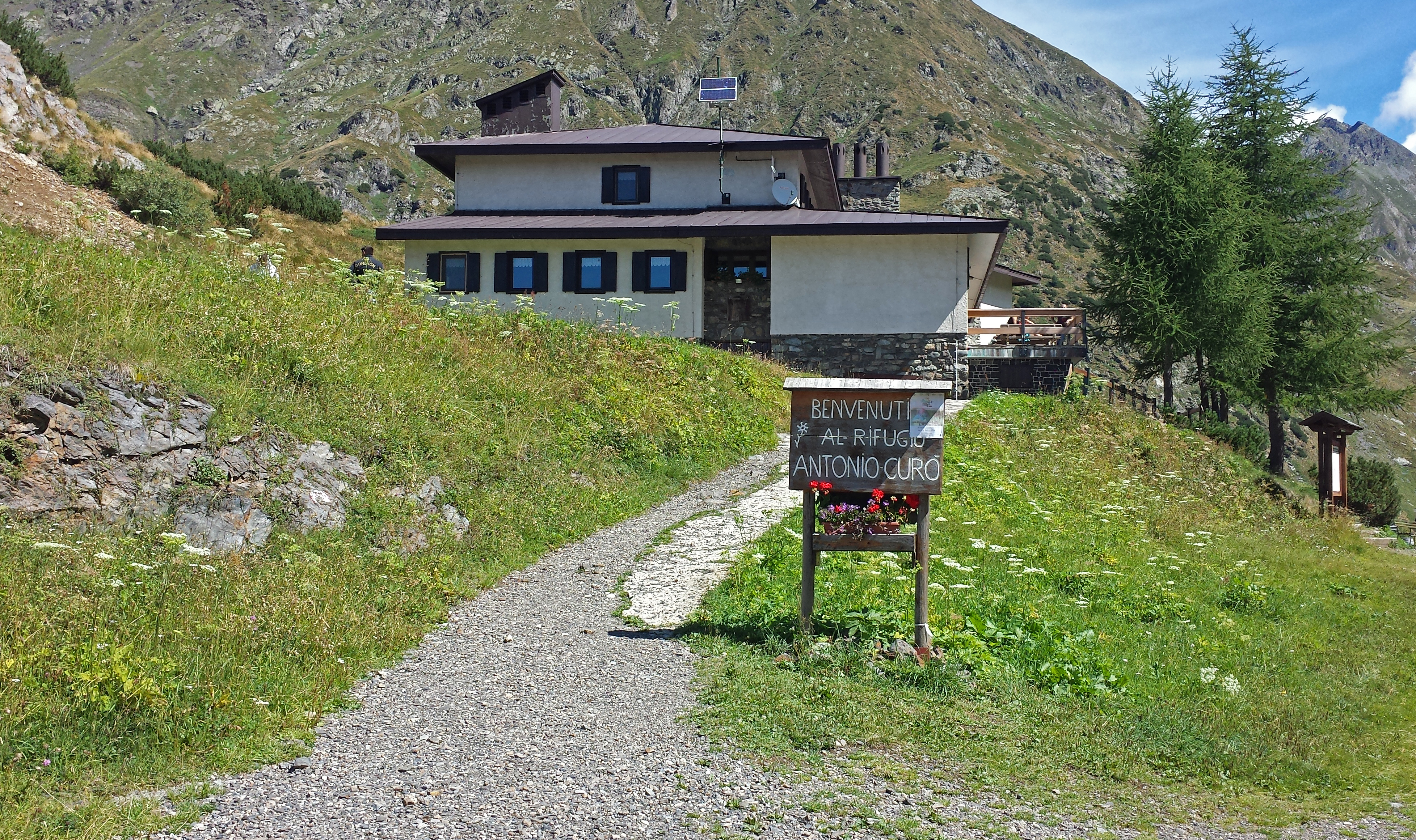
L'entrée du refuge.

## Accès
Le refuge peut être atteint depuis la commune de Valbondione, en suivant l'itinéraire baisé no 305 praticable en 2 h 30. Il est également possible de s'y rendre depuis Lizzola, sentier no 306 et praticable en 3 h 30.

## Sommets environnants
- Pizzo di Coca (3 050 m)
- Mont Torena (2 911 m)
- Pizzo Recastello (2 886 m)
- Monte Gleno (2 882 m)
- Pizzo del Diavolo della Malgina (2 924 m)
- Monte Trobio (2 865 m)
- Monte Costone (2 865 m)
- Pizzo Strinato (2 836 m)
- Pizzo dei Tre Confini (2 824 m)
- Monte Cimone (2 530 m)

## Sentiers de randonnée

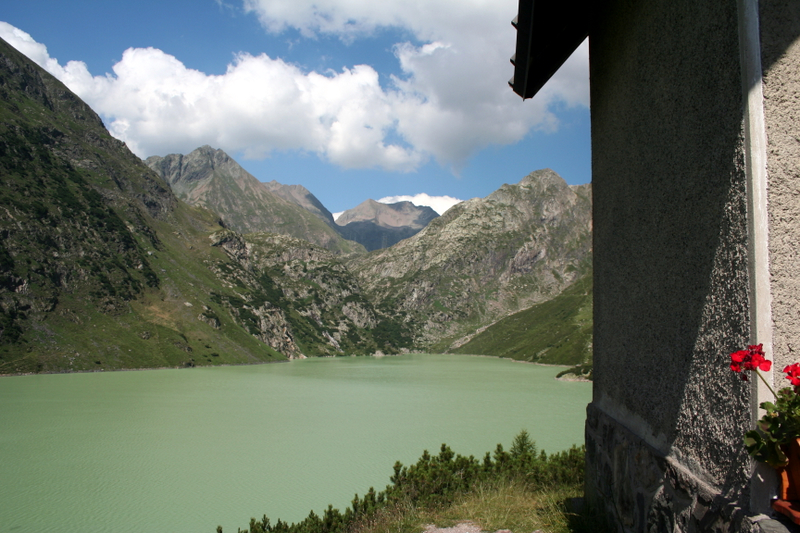
Le lac de Barbellino vu du refuge.

Le refuge est la destination de la 6e étape du sentier de l’Orobie Oriental, étape qui commence au refuge Coca en empruntant le sentier no 303. La durée de cette étape est d'environ 3 h 30. De là, le sentier menant au refuge Luigi Albani constitue la 7e étape via le chemin no 304 en environ 4 h 30, ou la variante, en direction du refuge Nani Tagliaferri, balisage no 321 (environ 4 h).
Il est également indiqué comme le départ du sentier naturel Antonio Curò, qui a pour destination finale le passo del Vivione via le refuge Nani Tagliaferri.

## Curiosité
La zone du refuge fait partie de la réserve naturelle Belviso-Barbellino où la faune alpine est abondante, notamment dans les bassins les plus isolés. Le refuge Curò est également connu des passionnés pour la proximité immédiate des célèbres cascades du Serio qui, avec un triple saut supérieur à 300 m, sont les plus hautes d'Italie et les deuxièmes d'Europe.